# Götalands Dartförbund
Götalands Dartförbund är ett förbund tillhörande Svenska Dartförbundet. 
Götalands Dartförbund grundades i juni 2010 och omfattar Småland, Blekinge, Östergötland, Öland, samt Gotland.

## Föreningar
Tjugo föreningar tillhör Götalands dartförbund:
- Gotland Dart Club – Visby
- Gunnebo Dartklubb – Gunnebo
- Highland DC - Nässjö
- Kalmar City DF - Kalmar
- Kalmar Dart Club Kalmar
- Lessebo Dartklubb Lessebo
- Lindsdals Dartgille – Lindsdal
- Linköping Dartklubb - Linköping
- Malmbäcks Dartklubb – Malmbäck
- Motala Dart Club - Motala
- Mulde Vapra Klubb - Mulde
- Målilla Dart Club – Målilla
- Mörbylånga Dart Club – Mörbylånga
- Newbridge Dart Club – Nybro
- Nissan Dart Club – Nissafors
- Nässjö Dartklubb – Nässjö
- Old Barn Dart Club – Vetlanda
- Peking Flight Club - Norrköping
- Ronneby Dartgille – Ronneby
- Uråsa IF Dart – Uråsa

## Landslagsspelare
Hampus Norrström representerade Sverige i Junior-Europamästerskapet 2013 i Ungern och 2014 i Österrike där han vann brons i den inofficiella klassen trippelmixed som endast spelades det året.
2015 representerade Göran Eriksson Sverige i Nordiska Mästerskapen på Island han kom på tredje plats i poängtotalen. Johanna Öhr och Hampus Norrström representerade Sverige i Junior-Europamästerskapet i Danmark samma år. Norrström tävlade även i Junior-Världsmästerskapet i Turkiet där han mottog bronsmedaljen i singelklassen.
Andreas Harrysson representerade Sverige i Nordic Cup i Norge 2016 där han tog hem guldmedaljerna i singelklassen, lagspelet och poängtotalen samt fick brons i dubbelklassen. Harrysson spelade även i Europamästerskapet i Holland där det blev bronsmedaljer i både singelklassen, dubbelklassen och poängtotalen. Hampus Norrström och Johanna Öhr representerade Sverige i Junior-Europamästerskapet i  Ungern.
2017 representerade Hampus Norrström Sverige i Junior-Europamästerskapet på hemmaplan i Malmö samt Junior-Världsmästerskapet i Kobe i Japan.
2018 representerade Andreas Harrysson åter igen Sverige i Nordic Cup. Denna gång i Finland Andreas var regerande mästare i singel, lag och poängtotalen. Han försvarade guldet i singelspelet och poängtotalen. Det blev även bronsmedalj i lagspelet och ytterligare ett guld med Oskar Lukasiak i dubbelspelet. Andreas Harrysson spelade senare under året Europamästerskapet i Budapest och vann där Sveriges första guld i lagspel.
2019 representerade Andreas Harrysson Sverige i sitt första världsmästerskap i WDF World Cup som spelades i Rumänien.
2020 var Andreas Harrysson och Hampus Norrström båda uttagna att representera Sverige i nordiska mästerskapen som var tänkt att spelas i Esbjerg. Detta evenemang ställdes in på grund av coronaviruspandemin.
2021 var det ej någon landslagsverksamhet i samband med Coronapandemin
2022 representerade Andreas Harrysson Sverige i det Nordic Cup på hemmaplan I Malmö där det blev guld i laglotalen och lagspelet. Harrysson representerade även Sverige under europamästerskapet i Spanien,det blev brons i lagspelet.

## SM-medaljer

### 2021
Inställt mästerskap av anledning för Coronapandemin

### Totala Medaljer
| Spelare           | Medaljer | Guld | Silver | Brons |
| ----------------- | -------- | ---- | ------ | ----- |
| Hampus Norrström  | 10       | 5    | 2      | 3     |
| Andreas Harrysson | 9        | 6    | 3      | 0     |
| Olli Lehktikangas | 8        | 3    | 0      | 5     |
| Johanna Öhr       | 4        | 1    | 2      | 1     |
| Anton Öhr         | 4        | 0    | 1      | 3     |
| Sanne Fagerholm   | 3        | 1    | 0      | 2     |
| Jens Larson       | 2        | 0    | 1      | 1     |
| Gösse Eriksson    | 2        | 0    | 0      | 2     |
| Sandra Augustsson | 1        | 1    | 0      | 0     |
| Maximilian Kamp   | 1        | 0    | 1      | 0     |
| Sanna Svärd       | 1        | 0    | 1      | 0     |
| Tim Danielsson    | 1        | 0    | 1      | 0     |
| Kicki Karlen      | 1        | 0    | 0      | 1     |
| Lena Eriksson     | 1        | 0    | 0      | 1     |
| Pontus Andersen   | 1        | 0    | 0      | 1     |

- Uppdaterad efter SM 2023

## Maraton Herrsingel
| Rank | Spelare            | Vinster | Finaler |
| ---- | ------------------ | ------- | ------- |
| 1    | Andreas Harrysson  | 23      | 27      |
| 2    | Olli Lehktikangas  | 12      | 16      |
| 3    | Björn Isacsson     | 6       | 11      |
| 4    | Göran Eriksson     | 6       | 19      |
| 5    | Stefan Petersson   | 3       | 10      |
| 6    | Per Knutsson       | 3       | 6       |
| 7    | Roger Erixon       | 3       | 3       |
| 8    | Henrik Olofsson    | 2       | 10      |
| 9    | Christian Blychert | 2       | 6       |
| 10   | Mikael Armblad     | 2       | 3       |
| 11   | Rickard Gustavsson | 2       | 3       |
| 12   | Tim Danielsson     | 2       | 3       |
| 13   | Lars-Åke Karlsson  | 1       | 7       |
| 14   | Hampus Norrström   | 1       | 3       |
| 15   | Rickard Johansson  | 1       | 1       |
| 16   | Dennis Nilsson     | 1       | 1       |
| 17   | Patrik Johansson   | 1       | 1       |

- Uppdaterad 15 april 2023
- Rankingslutspel är ej medräknat

## Maraton Herrdubbel
| Rank | Spelare            | Vinster | Finaler |
| ---- | ------------------ | ------- | ------- |
| 1    | Göran Eriksson     | 19      | 26      |
| 2    | Andreas Harrysson  | 16      | 23      |
| 3    | Stefan Petersson   | 14      | 22      |
| 4    | Björn Isacsson     | 12      | 27      |
| 5    | Olli Lehktikangas  | 9       | 12      |
| 6    | Hampus Norrström   | 9       | 11      |
| 7    | Lars-Åke Karlsson  | 8       | 14      |
| 8    | Christian Blychert | 7       | 13      |
| 9    | Per Knutsson       | 5       | 9       |
| 10   | Paul Olsson        | 3       | 6       |
| 11   | Jimmie Mattsson    | 3       | 3       |
| 12   | Henrik Olofsson    | 2       | 8       |
| 13   | Daniel Sjöstrand   | 2       | 6       |
| 14   | Johan Lundgren     | 2       | 6       |
| 15   | Mikael Armblad     | 2       | 3       |
| 16   | Jonas Sidneysson   | 2       | 2       |
| 17   | Rickard Gustavsson | 1       | 5       |
| 18   | Jens Larsson       | 1       | 4       |
| 19   | Patrik Johansson   | 1       | 3       |
| 20   | Pelle Hedberg      | 1       | 3       |
| 21   | Podi Johansson     | 1       | 3       |
| 22   | Rickard Dahlbeck   | 1       | 3       |
| 23   | Olle Förare        | 1       | 2       |
| 24   | Rickard Johansson  | 1       | 2       |
| 25   | Björn Cederlund    | 1       | 1       |
| 26   | Daniel Thyselius   | 1       | 1       |
| 27   | Joachim Estunger   | 1       | 1       |
| 28   | Magnus Jansson     | 1       | 1       |
| 29   | Mats Lagerwall     | 1       | 1       |
| 30   | Niklas Andersson   | 1       | 1       |
| 31   | Per Magnusson      | 1       | 1       |
| 32   | Robert Wagner      | 1       | 1       |
| 33   | Tobias Ragnarsson  | 1       | 1       |

- Uppdaterad 15 april 2023
- Rankingslutspelet är ej medräknat

## Maraton Damsingel
| Rank | Spelare              | Vinster | Finaler |
| ---- | -------------------- | ------- | ------- |
| 1    | Jessika Petersson    | 14      | 15      |
| 2    | Camilla Winther      | 8       | 19      |
| 3    | Liiz Lindh           | 7       | 7       |
| 4    | Veronica Svensson    | 6       | 10      |
| 5    | Lea Bokdalen         | 6       | 7       |
| 6    | Katarina Schullström | 4       | 12      |
| 7    | Angelica Strid       | 4       | 10      |
| 8    | Malin Mark           | 3       | 9       |
| 9    | Petra Gustavsson     | 3       | 6       |
| 10   | Anja Danielsson      | 2       | 6       |
| 11   | Maria Hedlund        | 2       | 3       |
| 12   | Lena Eriksson        | 1       | 4       |
| 13   | Petra Wengdahl       | 1       | 3       |
| 14   | Anna Forsmark        | 1       | 1       |
| 15   | Kicki Karlen         | 1       | 1       |
| 16   | Linda Edensand       | 1       | 1       |
| 17   | Lotta Palmqvist      | 1       | 1       |
| 18   | Sandra Augustsson    | 1       | 1       |
| 19   | Susianne Hägvall     | 1       | 1       |

- Uppdaterat innan säsongen 22/23
- Rankingslutspel är ej medräknat

## Maraton Damdubbel
| Rank | Spelare              | Vinster | Finaler |
| ---- | -------------------- | ------- | ------- |
| 1    | Camilla Winther      | 19      | 26      |
| 2    | Malin Mark           | 15      | 21      |
| 3    | Katarina Schullström | 8       | 17      |
| 4    | Petra Gustavsson     | 6       | 11      |
| 5    | Maria Hedlund        | 6       | 9       |
| 6    | Camilla Rinaldo      | 5       | 11      |
| 7    | Marion Hoffman       | 5       | 7       |
| 8    | Veronica Svensson    | 5       | 5       |
| 9    | Sanna Svärd          | 4       | 9       |
| 10   | Anja Danielsson      | 3       | 6       |
| 11   | Jessika Petersson    | 3       | 5       |
| 12   | Sandra Augustsson    | 3       | 4       |
| 13   | Maria Hammar         | 2       | 6       |
| 14   | Angelica Strid       | 2       | 5       |
| 15   | Susanne Hag          | 2       | 5       |
| 16   | Eva Rigbo            | 2       | 4       |
| 17   | Camilla Strid        | 2       | 2       |
| 18   | Lea Bokdalen         | 2       | 2       |
| 19   | Karolin Rytting      | 1       | 9       |
| 20   | Jaana Hietala        | 1       | 5       |
| 21   | Linda Edensand       | 1       | 5       |
| 22   | Maya Karlen          | 1       | 5       |
| 23   | Johanna Öhr          | 1       | 4       |
| 24   | Kicki Karlen         | 1       | 4       |
| 25   | Pernilla Torerud     | 1       | 4       |
| 26   | Eva Jonsson          | 1       | 3       |
| 27   | Maria Rydell         | 1       | 3       |
| 28   | Petra Wengdahl       | 1       | 3       |
| 29   | Caroline Jonsson     | 1       | 2       |
| 30   | Lena Eriksson        | 1       | 2       |
| 31   | A-S Eriksson         | 1       | 1       |
| 32   | Helena Matic         | 1       | 1       |
| 33   | Linda Olsson         | 1       | 1       |
| 34   | Lotta Palmqvist      | 1       | 1       |
| 35   | Viktoria Palmborg    | 1       | 1       |

- Uppdaterad inför säsongen 22/23
- Rankingslutspel är ej medräknat

## Division 1

### 2020/2021
Seriespelet ställdes in i och med Coronapandemin

### Medaljstriden Division 1
| Förening      | Medaljer | Seriesegrar | Andraplatser | Tredjeplatser |
| ------------- | -------- | ----------- | ------------ | ------------- |
| Målilla DC    | 15       | 11          | 2            | 2             |
| Mörbylånga DC | 7        | 0           | 5            | 2             |
| Ronneby DG    | 6        | 0           | 2            | 4             |
| Pilkompaniet  | 2        | 1           | 0            | 1             |
| Kalmar CD     | 2        | 0           | 2            | 0             |
| Highland DC   | 1        | 0           | 1            | 0             |
| Gunnebo DK    | 1        | 0           | 0            | 1             |
| Lindsdal DG   | 1        | 0           | 0            | 1             |
| Uråsa IF      | 1        | 0           | 0            | 1             |

## Division 2

### 2020/2021
Seriespelet inställt av anledning för Coronapandemin

### Medaljstriden Division 2
| Förening        | Medaljer | Seriesegrar | Andraplatser | Tredjeplatser |
| --------------- | -------- | ----------- | ------------ | ------------- |
| Mörbylånga DC   | 6        | 4           | 2            | 0             |
| Målilla DC      | 5        | 1           | 2            | 2             |
| Carlskrona DC   | 4        | 1           | 2            | 1             |
| Wetter DC       | 3        | 2           | 1            | 0             |
| Västervik DKS   | 2        | 1           | 1            | 0             |
| Kalmar DK       | 2        | 0           | 1            | 1             |
| Nissan DC       | 2        | 0           | 1            | 1             |
| Old Barn DC     | 2        | 0           | 0            | 2             |
| Gunnebo DK      | 1        | 1           | 0            | 0             |
| Kalmar CD       | 1        | 1           | 0            | 0             |
| Lindsdal DG     | 1        | 1           | 0            | 0             |
| Uråsa IF        | 1        | 1           | 0            | 0             |
| Lessebo DK      | 1        | 0           | 1            | 0             |
| Nässjö DK       | 1        | 0           | 1            | 0             |
| Sons Of Darts   | 1        | 0           | 1            | 0             |
| Dom som vann DC | 1        | 0           | 0            | 1             |
| Highland DC     | 1        | 0           | 0            | 1             |
| Malmbäck DK     | 1        | 0           | 0            | 1             |
| Ronneby DG      | 1        | 0           | 0            | 1             |

## Division 3

### Medaljstriden Division 3
| Förening      | Medaljer | Seriesegrar | Andraplatser | Tredjeplatser |
| ------------- | -------- | ----------- | ------------ | ------------- |
| Målilla DC    | 2        | 1           | 1            | 0             |
| Newbridge     | 2        | 1           | 0            | 1             |
| Gunnebo DK    | 2        | 0           | 2            | 0             |
| Pilkompaniet  | 2        | 0           | 0            | 2             |
| Highland DC   | 1        | 1           | 0            | 0             |
| Lessebo DK    | 1        | 1           | 0            | 0             |
| Malmbäck DK   | 1        | 1           | 0            | 0             |
| Nissan DC     | 1        | 1           | 0            | 0             |
| Nybro DK      | 1        | 1           | 0            | 0             |
| Kalmar CD     | 1        | 0           | 1            | 0             |
| Lindsdal      | 1        | 0           | 1            | 0             |
| Linköping DK  | 1        | 0           | 1            | 0             |
| Nässjö DK     | 1        | 0           | 1            | 0             |
| Kalmar DK     | 1        | 0           | 0            | 1             |
| Motala DC     | 1        | 0           | 0            | 1             |
| Old Barn DC   | 1        | 0           | 0            | 1             |
| Sons Of Darts | 1        | 0           | 0            | 1             |